# Alexandru Sturdza
Alexandru Sturdza (Iaşi, 1791-Odessa, 1854) foi um diplomata russo de origem romena. Em seus escritos, refere-se como Alexandre Stourdza, uma tradução francesa de seu nome.

## Biografia
Alexandru Sturdza era membro da família Sturdza, nascido em Jassy, na Moldávia, e com raízes na família grega Phanariotes pela sua mãe. Após a sua família fugir da Bessarábia em 1802 para evitar represálias dos Otomanos, foi para a Rússia.
Entrou no serviço diplomático da Rússia em 1809 e atuou como secretário de Ioannis Kapodistrias durante o Congresso de Viena. Fez o primeiro rascunho do tratado da Santa Aliança, a partir das notas do Czar Alexandre I da Rússia. Devido às suas origens gregas e a sua amizade com Ioannis Kapodistrias, foi um forte apoiante Filhelenista antes e durante a Guerra da Independência da Grécia, e patrocinou atividades filantrópicas para ajudar refugiados gregos.
Reformou-se e foi para Odessa em 1830, onde se dedicou aos seus trabalhos literários.
Alexandru Sturdza foi irmão de Roxandra Edling-Sturdza. Era primo de Mihail Sturdza, príncipe da Moldávia.